# 555 timer ic
555 er et integreret kredsløb (ic-chip), som anvendes til at implementere en timer eller multivibrator.
Kredsen blev designet og opfundet af Hans R. Camenzind. Den blev designet i 1970 og introduceret i 1971 af Signetics (blev senere overtaget af Philips). Kredsens oprindelige produktkode er SE555/NE555 og er blevet kaldt "The IC Time Machine". Den anvendes stadig meget, takket være dens enkle brug, lave pris og gode stabilitet. Selv i dag fremstiller Samsung i Sydkorea 1 milliard enheder per år (2003).
555-timeren er en af de mest populære og bredt anvendelige integrerede kredse produceret nogensinde. I dens bipolare udgave, indeholder den 23 transistorer, 2 dioder og 16 modstande i dens siliciumchip. Den er typisk indlejret i en 8-bens DIP "lakrids". 556 er en 14-bens DIP som indeholder to 555ere på en enkelt chip. 558 er en 16-bens DIP som kombinerer 4, let modificerede, 555'ere på en enkelt chip. DIS & THR er forbundet internt, TR er følsom overfor faldende-kant i stedet for niveau-følsom.
I dag findes den også i laveffektsudgaver med produktkoderne: ICM7555, TLC551, TLC555, ZSCT1555, LMC555CD, MC1455.

## NE555 specifikationer
Disse specifikationer gælder for NE555. Andre 555-deriviater kan have bedre (eller andre) specifikationer.
| Spændingsforsyning (VCC)        | 4,5 til 15 V |
| Strømforbrug (VCC = +5 V)       | 3 til 6 mA   |
| Strømforbrug (VCC = +15 V)      | 10 til 15 mA |
| Maksimal strøm-output pull-down | 200 mA       |
| Maksimal afsat effekt           | 600 mW       |
| Anvendelsestemperaturinterval   | 0 to 70 °C   |

### Utilsigtet forsyningsben RF-puls
Bipolare udgaver af 555 (fx NE555) laver kraftige forsyningsben strømpulser på mellem 100-400 mA i ca. 100-200 nSek. Hvis ikke IC-kredsen er afkoblet mellem forsyningsbenene (fx ben 8 og 1) falder denne spænding længere ned end V/2. Herudover spreder RF-pulserne sig via forsyningsbenene, så nærliggende hurtige kredsløb kan fejle. Løsningen er at sætte 10-100uF mellem forsyningsbenene på 555'eren - eller i stedet vælge en CMOS-udgave, der har ikke denne støjuhensigtsmæssighed.

## Derivater
Mange ben-kompatible varianter, inklusiv laveffekts CMOS versioner, er blevet lavet af forskellige firmaer. 555'eren er også kendt under følgende produktkoder:
| Producent          | Model           | Bemærkning                                                                          |
| ------------------ | --------------- | ----------------------------------------------------------------------------------- |
| ECG Philips        | ECG955M         |                                                                                     |
| Exar               | XR-555          |                                                                                     |
| Fairchild          | NE555/KA555     |                                                                                     |
| Harris             | HA555           |                                                                                     |
| IK Semicon         | ILC555          | laveffekt CMOS. Ned til 2V                                                          |
| Intersil           | SE555/NE555     |                                                                                     |
| Lithic Systems     | LC555           |                                                                                     |
| Intersil og Maxim  | ICM7555         | laveffekt CMOS. Ned til 2V                                                          |
| Motorola           | MC1455/MC1555   |                                                                                     |
| National           | LM1455/LM555C   |                                                                                     |
| National           | LMC555          | laveffekt CMOS. Ned til 1,5V                                                        |
| NTE Sylvania       | NTE955M         |                                                                                     |
| Raytheon           | RM555/RC555     |                                                                                     |
| RCA                | CA555/CA555C    |                                                                                     |
| Sanyo              | LC7555          |                                                                                     |
| STMicroelectronics | NE555N/ K3T647  |                                                                                     |
| Texas Instruments  | SN52555/SN72555 |                                                                                     |
| Texas Instruments  | TLC551          | laveffekt CMOS. Ned til 1V. Fra 15uA(typ.@1V)-360uA(typ.@15V). Rail-to-rail output. |
| Texas Instruments  | TLC555          | laveffekt CMOS. Ned til 2V                                                          |
| USSR               | K1006ВИ1        |                                                                                     |
| Zetex              | ZSCT1555        | laveffekt CMOS. Ned til 0,9V                                                        |